# Kiviové
Kiviové (Apterygiformes) jsou řád menších nelétavých ptáků z podtřídy běžců, kteří se endemitně vyskytují pouze na Novém Zélandu. Řád zahrnuje pouze jedinou čeleď kiviovití (Apterygidae) s jediným rodem kivi (Apteryx). Rozlišuje se pět druhů kiviů: kivi jižní, kivi Haastův, kivi hnědý, kivi okaritský a kivi Owenův. Kiviové jsou rozšíření po Jižním i Severním ostrově, Stewartově ostrově a některých menších pobřežních ostrovech, kam byli introdukováni v rámci záchranných opatření. Obývají širokou škálu biotopů od pobřežních trsnatých porostů až po subalpinské lokality.
Měří 25–55 cm, samice bývají větší a těžší než samci. Jejich peří je velmi jemné a spíše připomíná srst. Většinou je zbarvené do šedé až tmavě hnědé barvy. Na konci silných noh mají tři prsty směřující dopředu a jeden dozadu. Na rozdíl od ostatních ptáků, kosti kiviů nejsou pneumatizované (duté) a podobně jako kosti savců obsahují morek. Jako jediní ptáci mají nosní dírky na špičce zobáku. Jedná se o noční tvory, kteří jsou ve volné přírodě častěji slyšeni než viděni. Jejich výrazný hlasový projev z nich dělá nejhlasitější ptáky ze všech běžců. Ve tmě se orientují zejména pomocí čichu, sluchu a hmatu, k čemuž jim pomáhají hmatové „vousky“ (specializovaná štětinovitá pera) vyrůstající od kořene zobáku. Zrak kiviů je velmi špatný. Jelikož kiviové mají řadu charakteristik společných se savci (dále např. podobná tělesná teplota), někdy jsou označováni jako „čestní savci“.
Živí se převážně bezobratlými živočichy, které vybírají zobákem ze země a z tlejících kmenů. Hnízdí v norách, které si najdou pod kořeny stromů, v husté vegetaci či si je sami vyhrabou. Jsou silně teritoriální a zejména samci dokáží své území agresivně bránit proti vetřelcům, především ostatním samcům. Žijí v dlouholetých monogamních svazcích, i když rozvody nejsou výjimkou. Samice kiviů kladou extrémně velká vejce, která představují 15–20 % jejich váhy. Některé druhy kiviů kladou pouze jedno vejce za sezónu (např. kivi Haastův), jiné druhy (např. kivi hnědý) mohou naklást až 2 vejce ve 2–3 snůškách za jediný rok. Inkubační doba trvá 65–85 dní, což je na ptáky extrémně dlouho. Mláďata se rodí opeřená a první dny se krmí žloutkem, kterého je ve vejci nadměrné množství. Po několika dnech opouští mateřskou noru a začnou si shánět potravu sama.
Hlavní ohrožení kiviů představují psi a introdukovaní predátoři, zejména hranostajové. Vedle toho jsou kiviové ohroženi i lidskými aktivitami (farmaření, kácení lesů), současnou změnou klimatu a v některých případech nízkou genetickou diverzitou (zejm. kivi Owenův). Převážně následkem predace a útoků psů zaznamenává populace kiviů, která nespadá pod aktivní management, 2% klesající trend, který se Ministerstvo památkové péče snaží zvrátit pomocí řady ochranných opatření jako je odchyt hranostajů nebo koordinací tréninku pro zvládání agrese psů. Z důvodů ohrožení a klesající populace je většina kiviů považována za ohrožené druhy, pouze kivi Owenův je hodnocen jako téměř ohrožený. Pro Maory představují kiviové taongy, v překladu „posvátné klenoty“, ke kterým mají historické, emoční a sociální pouto. Kabáty utkané z peří kiviů (kahukiwi) byly mezi Maory vysoce ceněny. Kiviové jsou národní zvířata Nového Zélandu a jejich popularita dala název i Novozélanďanům, kterým se říká kiviové (v angl. kiwis).

## Nomenklatura

### Dějiny objevu kiviů Evropany

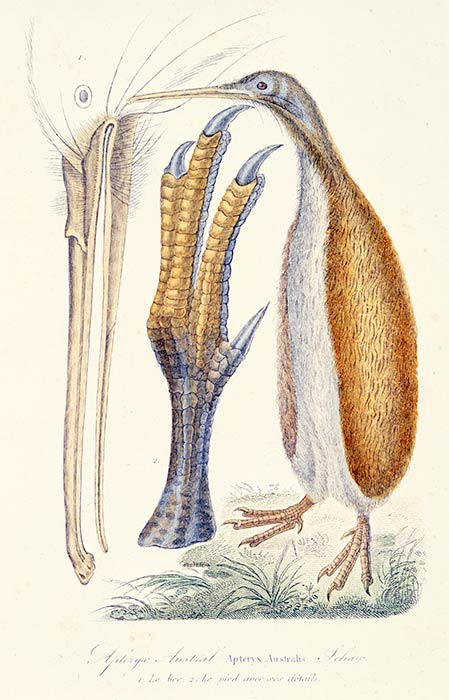
První známá ilustrace kiviho pochází od Richarda Noddera, který kiviho vyobrazil v pozici připomínající tučňáka

I když řada novozélandských ptáků byla poprvé vědecky popsána již v 18. století, kiviové zůstali poměrně dlouhou dobu skryti před zraky Evropanů, což lze přičíst na vrub především noční povaze druhu. V roce 1811 se v Sydney objevila kůže kiviho, která padla do rukou lodního kapitána Andrewa Barclayho. Doklady o původu kůže nejsou doloženy, avšak patrně byla získána od místního Maora nebo od lovců tuleňů. Barclay poslal kůži Georgovi Shawovi, jednomu z kurátorů v Britském muzeu v Londýně. Shaw nový druh pojmenoval jako Apteryx australis a zařadil jej do nového rodu Apteryx. V roce 1813 o něm publikoval stať ve své knize The Naturalist's Miscellany. Popis doprovázela ilustrace od Richarda Noddera, což byla vůbec první ilustrace druhu.
Nodderova kresba připomínala tvarem spíše tučňáka než kiviho. Do tvaru tučňáka proběhla i preparace kůže. To společně s faktem, že Shaw ve svém popisu přirovnal kiviho nohy k nohám tučňáků, vedlo některé vědce ke zpochybnění kiviho zařazení do samostatného rodu a např. Coenraad Jacob Temminck o druhu hovořil jako o „bezkřídlém tučňákovi“. K podobným nedorozuměním docházelo v následujících letech poměrně často, protože neexistovala žádná vědecká pozorování druhu a zprávy z Nového Zélandu se na evropský kontinent dostávaly jen občasně a zprostředkovaně.
Ve 30. letech 19. století do Evropy dorazila řada dalších kůží, které všechny patřily kiviům hnědým a jižním. V roce 1847 se k Johnu Gouldovi dostala kůže, která byla zřetelně menší než kůže předchozí. Gould na základě této kůže popsal nový druh – kiviho Owenova. Nový druh pojmenoval jako Apteryx owenii po britském přírodovědci Richardu Owenovi. V roce 1851 do Anglie dorazil první živý exemplář kiviho. Samice kiviho hnědého byla umístěna do londýnské zoo. V roce 1859 zde nakladla své první vejce, které však nebylo oplodněné, protože první samec se do zoo dostal až v roce 1865.
V dalších desetiletích britští a novozélandští ornitologové zaznamenávali zkazky od Maorů a cestovatelů, že někde na západním pobřeží Jižního ostrova žije „gigantický“ kivi, který je vysoký „nejméně 3 stopy“ či „velký jako krocan“. Jednalo se o nový druh, kterého v roce 1972 popsal Thomas Potts. Potts nový druh pojmenoval k uctění svého přítele Julia Haasta jako Apteryx haastii – kivi Haastův. Jednalo se o první druh kiviho, který byl popsán na Novém Zélandu. Předchozí tři druhy byly popsány v Anglii.
Pátým rozeznaným druhem se stal kivi okaritský, který byl popsán teprve v roce 2003.

### Pojmenování

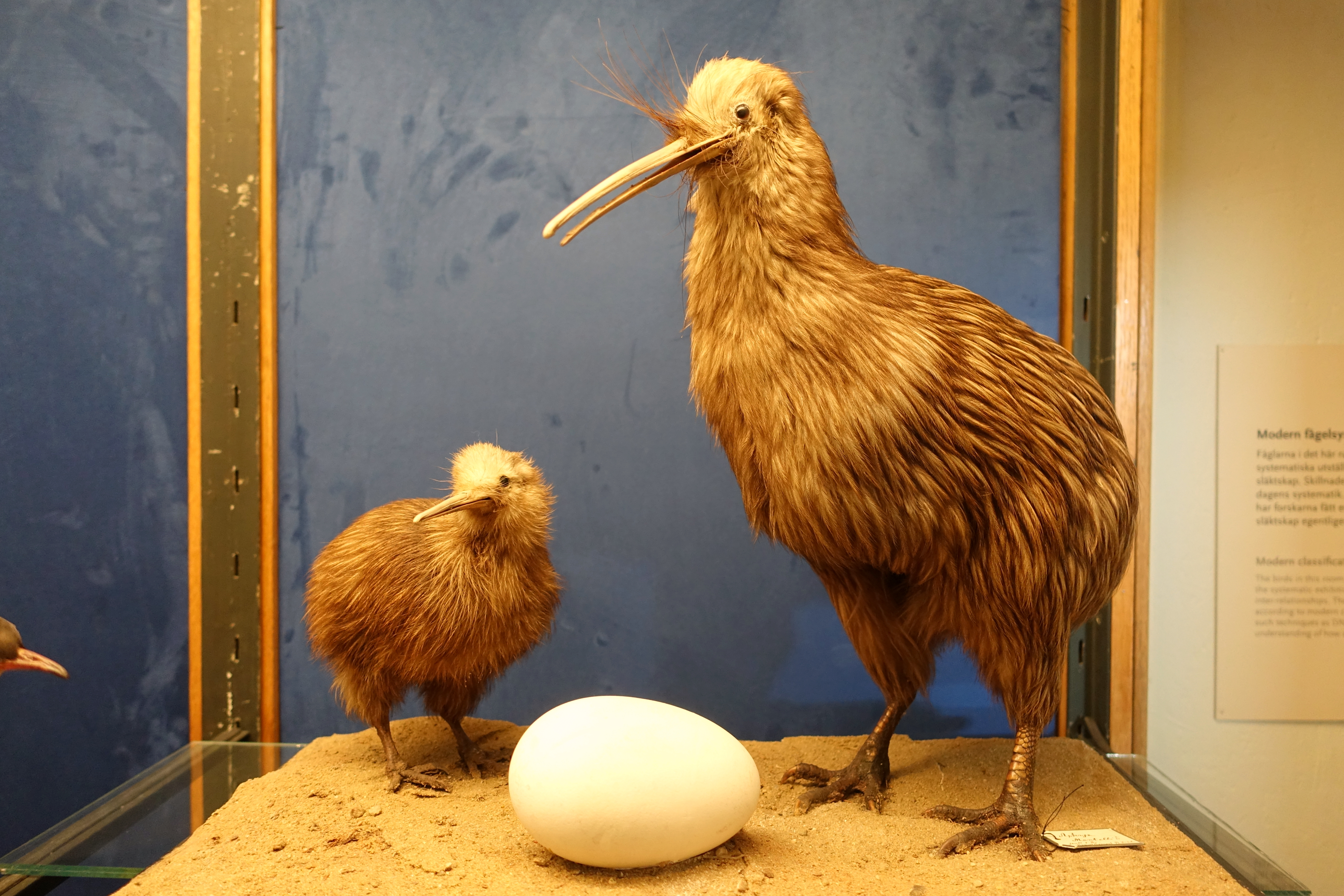
Vycpaný kivi jižní s mládětem a vejcem

Slovo kivi je počeštěná verze maorského kiwi ([ˈkiwi]IPA), což by se dalo přeložit jako „[být] vysněného původu“. Maorové tímto slovem označovali především kivie hnědé, se kterými přicházeli zdaleka nejčastěji do styku. Mezi další maorská jména kiviů patří rowi (kivi okaritský); tokoeka, tokoweka, roa (kivi jižní); roroa, roa (kivi Haastův); kiwi pukupuku, kukupapata iti (kivi Owenův); kiwi a whenua toaroa (kivi hnědý). Původ slova kiwi není zcela vyjasněn. Je možné, že pojmenování pochází ze zvuku, který kiviové v noci vydávají. Maorové totiž měli ve zvyku dávat ptákům jména podle jejich charakteristik (vedle hlasu to bylo např. jejich zbarvení). Podle jiného výkladu pochází slovo kiwi z proto-polynéského kivi, kterým polynéské národy označovaly kolihu aljašskou.
Latinský název rodu kivi zní Apteryx, což pochází ze starořeckých slov a- (bez) a -pterux (křídla), v překladu tedy „bez křídel“.

## Evoluční vývoj

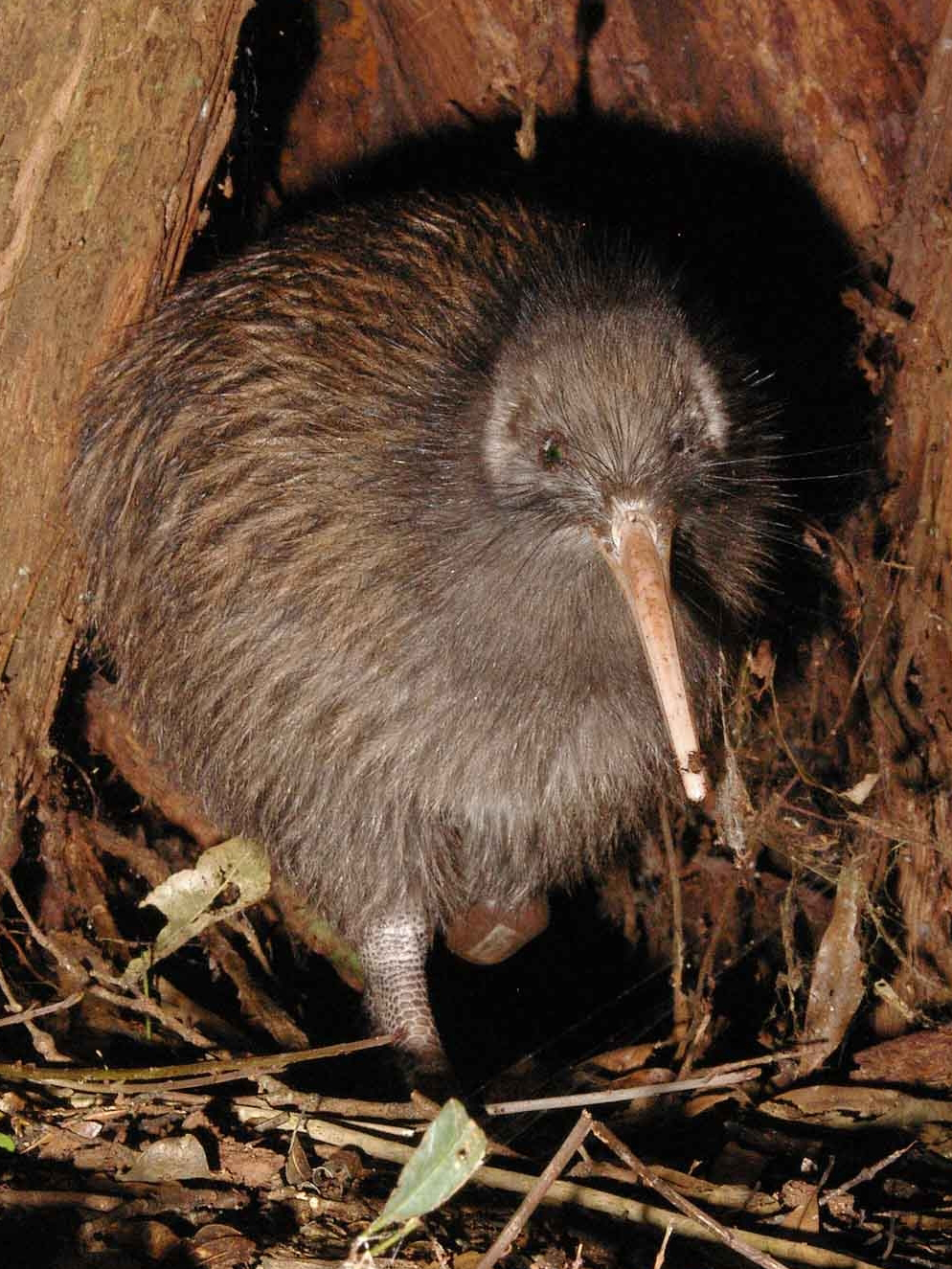
Kivi hnědý

Interpretace taxonomického zařazení kiviů mezi ostatními běžci podle výzkumu DNA Kierena Mitchella a kol.

|  | dinornisové |
|  |             |
|  | tinamy      |
|  |             |

|  | \| \| epyornisové \| \| \| \| \| \| kiviové \| \| \| \| |
|  |                                                         |
|  | kasuáři                                                 |
|  |                                                         |
|  | epyornisové                                             |
|  |                                                         |
|  | kiviové                                                 |
|  |                                                         |

|  | epyornisové |
|  |             |
|  | kiviové     |
|  |             |

|  | dinornisové |
|  |             |
|  | tinamy      |
|  |             |

|  | \| \| epyornisové \| \| \| \| \| \| kiviové \| \| \| \| |
|  |                                                         |
|  | kasuáři                                                 |
|  |                                                         |
|  | epyornisové                                             |
|  |                                                         |
|  | kiviové                                                 |
|  |                                                         |

|  | epyornisové |
|  |             |
|  | kiviové     |
|  |             |

|  | dinornisové |
|  |             |
|  | tinamy      |
|  |             |

|  | \| \| epyornisové \| \| \| \| \| \| kiviové \| \| \| \| |
|  |                                                         |
|  | kasuáři                                                 |
|  |                                                         |
|  | epyornisové                                             |
|  |                                                         |
|  | kiviové                                                 |
|  |                                                         |

|  | epyornisové |
|  |             |
|  | kiviové     |
|  |             |

|  | dinornisové |
|  |             |
|  | tinamy      |
|  |             |

|  | \| \| epyornisové \| \| \| \| \| \| kiviové \| \| \| \| |
|  |                                                         |
|  | kasuáři                                                 |
|  |                                                         |
|  | epyornisové                                             |
|  |                                                         |
|  | kiviové                                                 |
|  |                                                         |

|  | epyornisové |
|  |             |
|  | kiviové     |
|  |             |

|  | dinornisové |
|  |             |
|  | tinamy      |
|  |             |

|  | \| \| epyornisové \| \| \| \| \| \| kiviové \| \| \| \| |
|  |                                                         |
|  | kasuáři                                                 |
|  |                                                         |
|  | epyornisové                                             |
|  |                                                         |
|  | kiviové                                                 |
|  |                                                         |

|  | epyornisové |
|  |             |
|  | kiviové     |
|  |             |

|  | dinornisové |
|  |             |
|  | tinamy      |
|  |             |

|  | \| \| epyornisové \| \| \| \| \| \| kiviové \| \| \| \| |
|  |                                                         |
|  | kasuáři                                                 |
|  |                                                         |
|  | epyornisové                                             |
|  |                                                         |
|  | kiviové                                                 |
|  |                                                         |

|  | epyornisové |
|  |             |
|  | kiviové     |
|  |             |

|  | dinornisové |
|  |             |
|  | tinamy      |
|  |             |

|  | \| \| epyornisové \| \| \| \| \| \| kiviové \| \| \| \| |
|  |                                                         |
|  | kasuáři                                                 |
|  |                                                         |
|  | epyornisové                                             |
|  |                                                         |
|  | kiviové                                                 |
|  |                                                         |

|  | epyornisové |
|  |             |
|  | kiviové     |
|  |             |

|  | dinornisové |
|  |             |
|  | tinamy      |
|  |             |

|  | \| \| epyornisové \| \| \| \| \| \| kiviové \| \| \| \| |
|  |                                                         |
|  | kasuáři                                                 |
|  |                                                         |
|  | epyornisové                                             |
|  |                                                         |
|  | kiviové                                                 |
|  |                                                         |

|  | epyornisové |
|  |             |
|  | kiviové     |
|  |             |

Řád kiviů (Apterygiformes) náleží do podtřídy běžců společně s řády pštrosů, nanduů, kasuárů, tinam a některými dalšími vyhynulými řády jako jsou dinornisové, kam se řadí i ptáci moa. Kiviové představují nejmenší zástupce běžců. Společný prapředek běžců žil na superkontinentu Gondwana a v minulosti se logicky předpokládalo, že vývoj běžců probíhal alopatrickou speciací. Podle této teorie by se prapředek běžců začal vydělovat do samostatných druhů s tím, jak docházelo k jeho geografické izolaci od zbytku populace na nově odtržených subkontinentech z Gondwany. Předpokládalo se tak, že nejbližší příbuzní kiviů jsou ptáci moa.
Molekulární analýzy DNA z počátků 21. století však ukázaly, že vývoj běžců byl mnohem komplikovanější. Skupina vědců pod vedením Kierena Mitchella provedla rozsáhlou analýzu DNA, na jejíž základě přišli badatelé s tvrzením, že nejbližší příbuzní kiviů jsou gigantičtí ptáci z řádu epyornisovitých z Madagaskaru. Ti podle výzkumníků představují sesterskou skupinu kiviů. Pokud se kiviové a epyornisové začali vydělovat do samostatných linií až po rozpadu Gondwany, podle autorů je možné, že společný prapředek kiviů a epyornisovitých uměl létat a mohl tedy na Nový Zéland či Madagaskar doletět. Teorii o tom, že kiviové na Nový Zéland přiletěli a teprve potom ztratili schopnost létat, by mohly potvrzovat i nálezy kosterních pozůstatků vyhynulého druhu kiviho (Proapteryx micromeros) z období miocénu, které byly vykopány ve středním Otagu. Tento kivi žil někdy před 19–16 miliony let a podle badatelů je pravděpodobné, že uměl létat.
Poněkud jiný pohled na evoluci kiviů poskytují výsledky DNA analýz, který publikovala skupina vědců z Harvardovy a Otagské univerzity v roce 2019. Podle nich společnou sesterskou skupinu kiviů a kasuárů představují nanduové. Co se týče ztráty schopnosti létat, podle badatelů ptáci moa na novozélandský kontinent patrně přiletěli, avšak kiviové mohli být nelétaví už v době, kdy jejich prapředek obýval Gondwanu, a mohli tak na novozélandskou pevninu přijít. Toto však nebylo s určitostí prokázáno a vědci připustili, že prapředek kiviů mohl umět létat a na Nový Zéland doletět např. z Austrálie či Madagaskaru. Tak či onak, otázka příchodu či příletu kiviů na novozélandskou pevninu i jejich širší taxonomické zařazení zůstává předmětem vědeckých debat.
Řád kiviů zahrnuje pouze jednu známou čeleď kiviovití (Apterygidae) s jediným žijícím rodem kivi (Apteryx). V roce 2013 byl identifikován další rod kiviovitých Proapteryx, jehož jediným známý zástupcem je výše zmíněný vyhynulý Proapteryx micromeros.

## Fylogeneze
Základní fylogeneze kiviů

|  | kivi Owenův  |
|  |              |
|  | kivi Haastův |
|  |              |

|  | \| \| kivi okaritský \| \| \| \| \| \| kivi hnědý \| \| \| \| |
|  |                                                               |
|  | kivi jižní                                                    |
|  |                                                               |
|  | kivi okaritský                                                |
|  |                                                               |
|  | kivi hnědý                                                    |
|  |                                                               |

|  | kivi okaritský |
|  |                |
|  | kivi hnědý     |
|  |                |

|  | \| \| kivi okaritský \| \| \| \| \| \| kivi hnědý \| \| \| \| |
|  |                                                               |
|  | kivi jižní                                                    |
|  |                                                               |
|  | kivi okaritský                                                |
|  |                                                               |
|  | kivi hnědý                                                    |
|  |                                                               |

|  | kivi okaritský |
|  |                |
|  | kivi hnědý     |
|  |                |

|  | kivi Owenův  |
|  |              |
|  | kivi Haastův |
|  |              |

|  | \| \| kivi okaritský \| \| \| \| \| \| kivi hnědý \| \| \| \| |
|  |                                                               |
|  | kivi jižní                                                    |
|  |                                                               |
|  | kivi okaritský                                                |
|  |                                                               |
|  | kivi hnědý                                                    |
|  |                                                               |

|  | kivi okaritský |
|  |                |
|  | kivi hnědý     |
|  |                |

|  | \| \| kivi okaritský \| \| \| \| \| \| kivi hnědý \| \| \| \| |
|  |                                                               |
|  | kivi jižní                                                    |
|  |                                                               |
|  | kivi okaritský                                                |
|  |                                                               |
|  | kivi hnědý                                                    |
|  |                                                               |

|  | kivi okaritský |
|  |                |
|  | kivi hnědý     |
|  |                |

Fylogenetické vztahy mezi kivii byly již od jejich objevů předmětem diskusí. K roku 2020 se formálně rozeznává 5 druhů kiviů ve dvou morfologických skupinách: kiviové hnědí (brown kiwis; kivi hnědý, kivi okaritský a kivi jižní) a tečkovaní (spotted kiwis; kivi Owenův a kivi Haastův).
Rozsáhlé molekulární analýzy vědců z Torontské univerzity a badatelů z Ministerstva památkové péče publikované v roce 2016 však ukazují, že v rámci kiviů existuje nikoliv 5, ale 16–17 geneticky unikátních populací, z nichž 5–6 vyhynulo od příchodu lidí na Nový Zéland. Tato extrémně hustá segmentace nastala následkem dob ledových v posledních 800 000 letech, kdy opakovaný nárůst a ústup ledovců na dlouhou dobu izoloval populace kiviů v hlubokých horských údolích. Autoři studie nicméně nenavrhli, že by se rod kiviů měl rozdělit do více samostatných druhů. Jeden z autorů studie Jason T. Weit to komentoval slovy: „Máme za to, že [námi popsané linie] představují poddruhy, které jsou na cestě stát se samostatnými druhy.“

## Popis

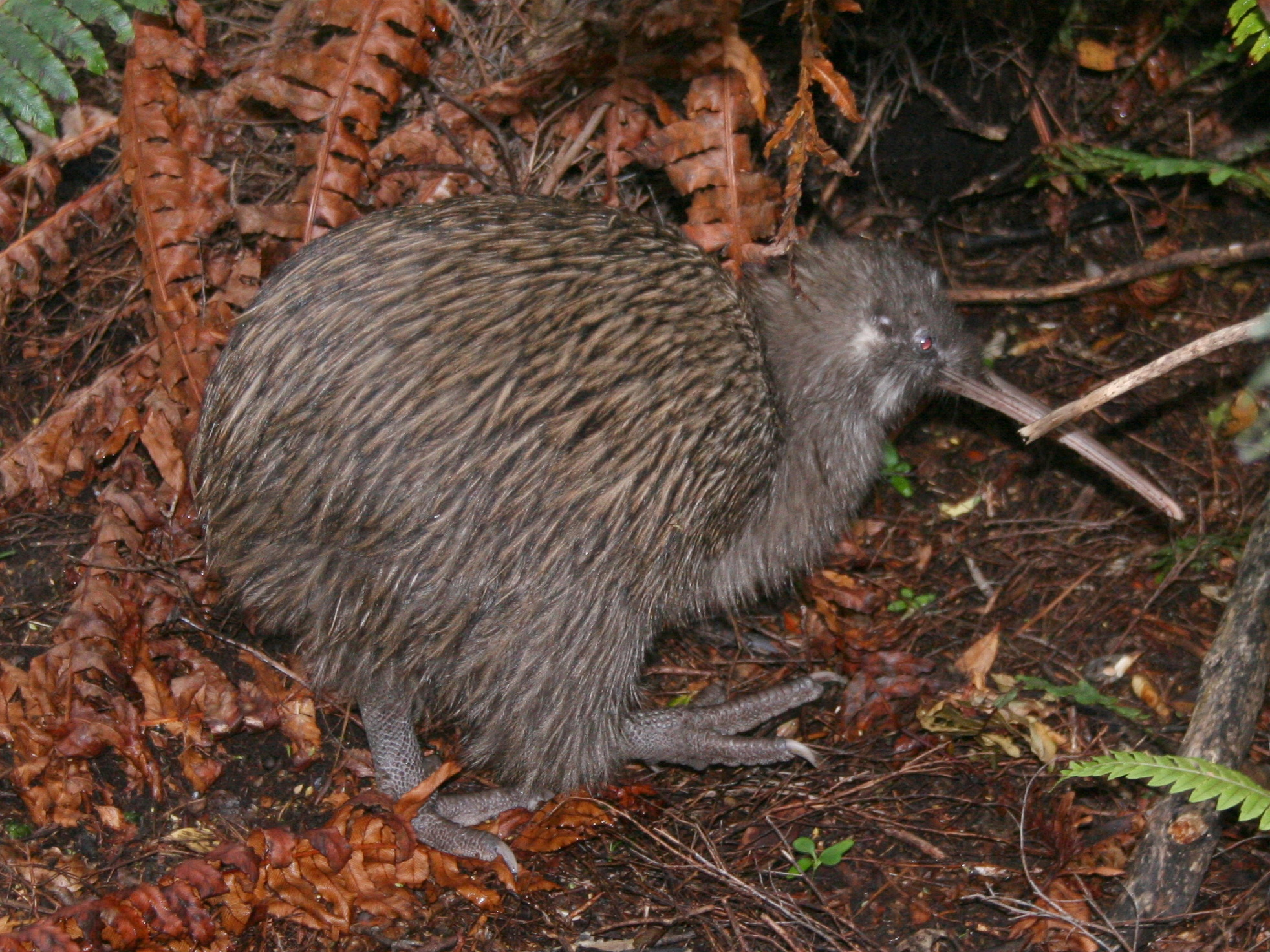
Kivi jižní

Kiviové měří 25–55 cm, samice bývají větší a těžší než samci. Nejmenší je kivi Owenův, největší je kivi Haastův. Mají malou hlavu a dlouhý krk, který je většinou natažený dopředu. Pánev je široká a nohy silné, což dodává tělu hruškovitý tvar. Zobák je mírně zahnutý a až 200 mm dlouhý. Kiviové disponují velice malýma očima. Poměr velikosti očí k tělesné hmotnosti je nejmenší ze všech ptáků. U kořene zobáku se nachází dlouhé hmatové "vousky" (lat. vibrissae; specializovaná štětinovitá pera), které směřují do stran. Zakrnělá křídla zakončena drápem jsou jen velmi malá a schovaná v nadýchaném peří. Svalnaté a dobře vyvinuté nohy jsou zakončené třemi prsty směřujícími dopředu a jedním prstem směřujícím dozadu. Kiviové nemají ocas.
Peří kiviů je velmi jemné a spíše připomíná srst. To je dáno strukturou per; zatímco pera většiny ptáků mají spojené prapory malými háčky, prapory na perech kiviů nejsou spojeny a pera tak působí poněkud nadýchaně a rozcuchaně. Peří má většinou tmavou barvu – např. u kiviho hnědého je převážně hnědé, kivi Haastův má šedé a žlutohnědé nepravidelné pruhování. Existuje i bíle zbarvený kivi (nejedná se o albinismus, ale o zbarvení způsobené recesivním genem), který je však extrémně vzácný a je známo pouze několik žijících jedinců.

### Anatomická specifika

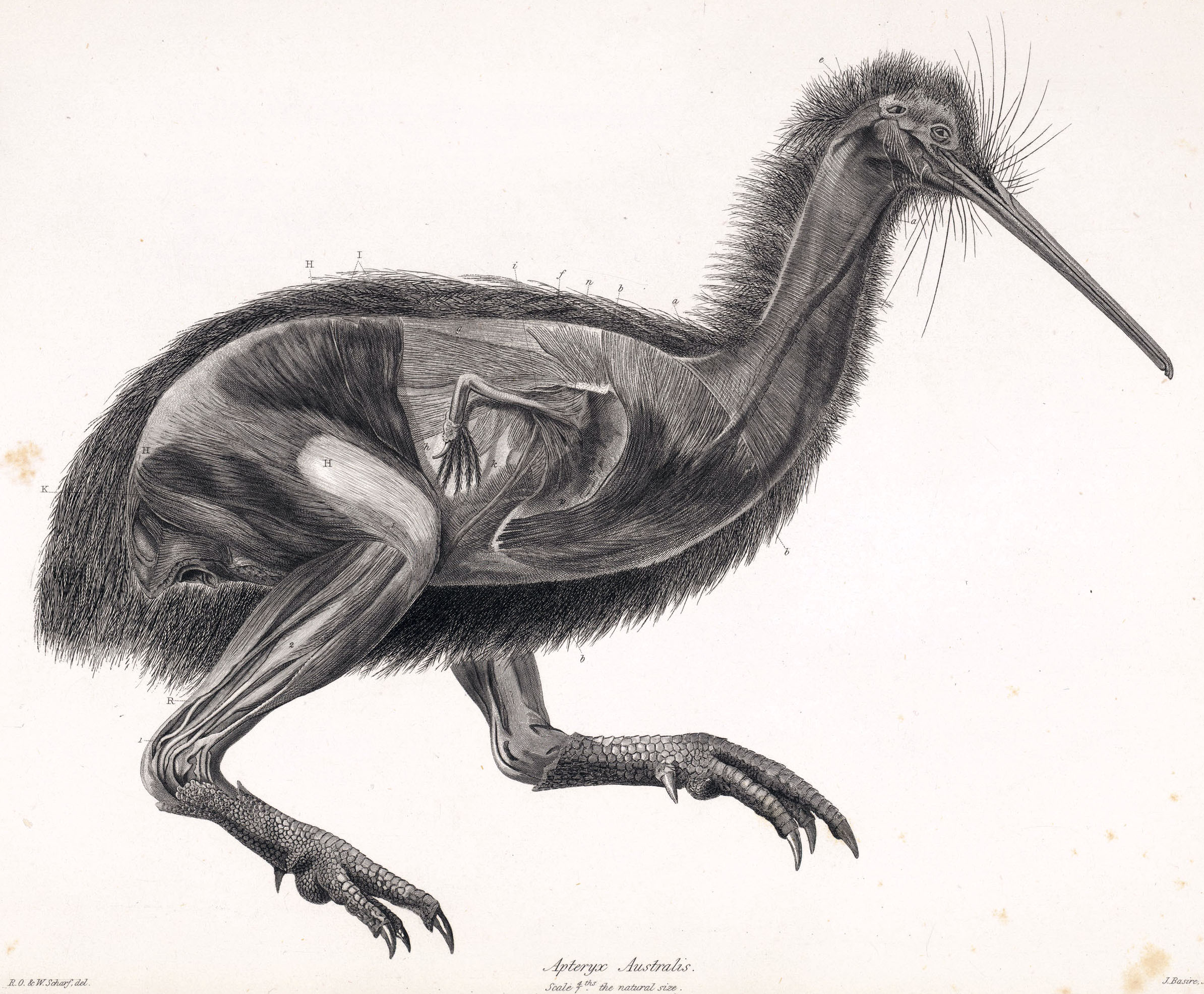
Kivi s obnaženými svaly včetně malého zakrněného křídla

Kostra kiviů vykazuje několik unikátních charakteristik. Zatímco kosti většiny ostatních ptáků (včetně některých nelétavých) jsou pneumatizované (duté), kosti kiviů obsahují morek podobně jako je tomu u koster savců. Kiviové také postrádají řadu kostí, které se u létavých ptáků vyvinuly pro létání a které má i většina ostatních nelétavých ptáků. Nejvýraznější je absence hřebenu na hrudní kosti pro úpon svalů potřebných k létání a redukovaná klíční kost. Na rozdíl od většiny jiných ptáků, kiviové nemají očnice rozděleny přepážkou, ale poměrně širokými nosními dutinami. Ve srovnání s ostatními běžci, kteří mají dva nebo tři prsty, kiviové mají čtyři.
Kiviové jsou jediní ptáci na světě, kteří mají nosní dírky na špičce zobáku. Na rozdíl od většiny ostatních ptáků mají samice kiviů dva vaječníky, což je opět obvyklé spíše u savců než u ptáků, protože samice jiných druhů ptáků mají vyvinutý převážně jen levý vaječník. Průměrná teplota těla kiviů je 37–38 °C, což je zase spíše podobné savcům než ostatním ptákům (průměrná teplota těla ptáků je nejčastěji kolem 39–42 °C).

## Ekologie a chování

### Denní režim
Kiviové jsou noční ptáci s výjimkou kiviho jižního subs. lawryi, který na Stewartově ostrově shání potravu občas i za denního světla. Kiviové jsou jediní běžci noční povahy. Začali se specializovat na noční život patrně proto, aby unikli létajícím dravcům, kteří během lovu spoléhají hlavně na zrak a sluch. Dalším důvodem může být skutečnost, že bezobratlí živočichové žijící v hlíně se v noci stahují blíže k povrchu. Kiviové tráví celý den v norách, ve kterých spí. Začnou vylézat až zhruba půl hodiny po západu slunce, kdy ještě nenastala úplná tma. V této době dochází k prvním hlasitým hlasovým projevům. Po vylezení z nory se protáhnou a začnou hledat potravu. Při pohybu lesem jsou velmi tiší a dokáží během noci urazit až tříkilometrovou vzdálenost. Vylézají v podstatě za každého počasí včetně bouřkových a větrných nocí, kdy většina ostatních nočních ptáků zůstává skryta. Za svítání se stahují zpět do svých nor. V létě během krátkých nocí to bývá o něco později, zhruba jednu hodinu po východu slunce.
Žijí většinou v samotářských párech, avšak zejména kivi okaritský a kivi jižní subs. lawryi žijí v rodinných skupinách. Jelikož mladí jedinci kiviů Haastových zůstávají v blízkosti teritorií svých rodičů, je možné, že i kivi Haastovi si uchovávají sociální vazby na nejbližší rodinu.
Kiviové jsou zdatní plavci. Pomocí radiových vysílačů připnutých na nohou kiviů bylo vypozorováno, jak kivi Haastův opakovaně přeplaval řeku Saxon, která je příliš hluboká na prosté brodění. Na Severním ostrově kivi hnědý dokonce přeplaval řeku Whanghanui, třetí největší řeku Nového Zélandu.

### Smyslové vnímání

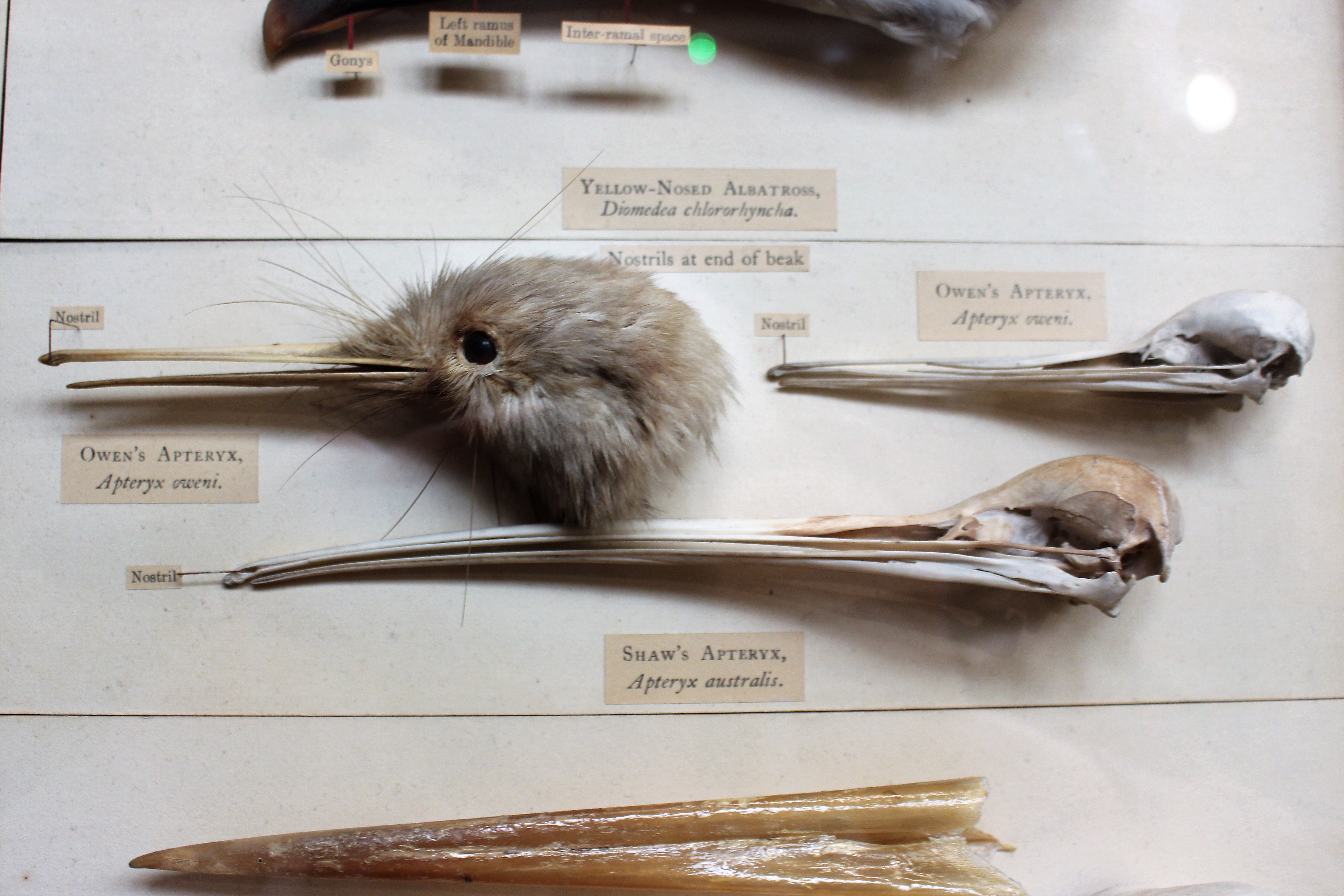
Ukázka zobáků kiviho s pozicí nosních dírek (na fotografii k nim odkazují cedulky s nápisem „Nostrils“). U vypreparované hlavy jsou patrné dlouhé vousky (sbírka Přírodopisného muzea v Londýně)

Zrak kiviů je velmi špatný, což je v rámci ostatních nočních ptáků poměrně výjimečné. Většina ostatních nočních ptáků má totiž velké oči, což jim umožňuje vnímat i minimální zdroje světla. Velké oči představují pro ptáky těžší tělo, což by zejména u nelétavých kivů nemělo představovat problém. Oči kiviů jsou však jen velmi malé a podle společného výzkumu vědců z univerzit v Birminghamu, Lincolnu a Aucklandu prošly oči kiviů adaptivní regresivní evolucí. Podle výzkumu kiviové postupně přišli o většinu zraku proto, že ve spodním lesním patře novozélandské buše, kterou kiviové každou nocí brouzdají při shánění potravy, je taková tma, že by jim ani velké oči a lepší zrak příliš nepomohly v orientaci v prostoru. V případě, že by kiviové měli velké oči, tak metabolický výdej, který by mozky kiviů potřebovaly ke zpracování vizuálních vjemů pocházejících z velkých očí, by byl neúměrně vysoký tomu, jak málo informací by na oplátku získali. Kiviové se proto v noci spoléhají výhradně na ostatní smysly, zejména na čich. Zvýšené spoléhání na čich raději než zrak je známé i u některých savců, zejména hlodavců. Zrak je pro kivie natolik nedůležitý, že když byli ve volné přírodě objeveni 3 úplně slepí jedinci, jejich kompletní fyziologická prohlídka neshledala žádný tělesný handicap oproti zdravým jedincům s běžným zrakem. Tito slepí kiviové přitom byli ve volné přírodě měsíce až roky a přežili nejméně další 4 roky, během kterých byli sledováni.
Ptáci jsou schopni lokalizovat potravu pouze za pomocí čichu a to patrně i v případě, že se nachází až 30 mm pod zemí. V chovných zařízeních jsou známy případy kiviů, kteří odmítli přijmout potravu jen proto, že ji připravil jiný chovatel než obyčejně.
Sluch kiviů je rovněž velmi dobře vyvinut. Ze studia sluchového systému kiviů vyplynulo, že kiviové jsou schopni rozeznat velmi vysoké zvukové frekvence, což jim patrně pomáhá v lokalizaci potravy. Podobnou schopnost mají i sovy pálené. Sluch kiviů je rovněž klíčový pro dálkovou komunikaci mezi jedinci téhož druhu. Dobrý sluch podporují nezvykle velké ušní otvory.
Dalším důležitým smyslem kiviů je hmat. Podobně jako třeba kočkám, i kiviům při orientaci ve tmě pomáhají dlouhé hmatové "vousky". Jedná se o specializovaná štětinovitá pera (vibrisy), vyrůstající u kořene zobáku.
Počátkem 21. století podnítila ornitoložka Susan Cunningham výzkumy zobáků kiviů a jejich smyslu pro vibrace. Cunningham přišla na to, že kiviům pomáhá při lokaci potravy i další smysl, kterým je schopnost zaznamenávat i sebemenší vibrace způsobené pohybem hmyzu. Kivi vnímá tyto vibrace pomocí mechanoreceptorů umístěných na konci zobáku. Je dokonce možné, že je tento smysl při určování polohy potravy důležitější než čich. Podobný smysl byl popsán i u ptáků z čeledi slukovití. Ti jsou však jen vzdálenými příbuznými kiviů a spíše se bude jednat o příklad konvergentní evoluce.

### Nory a teritoria

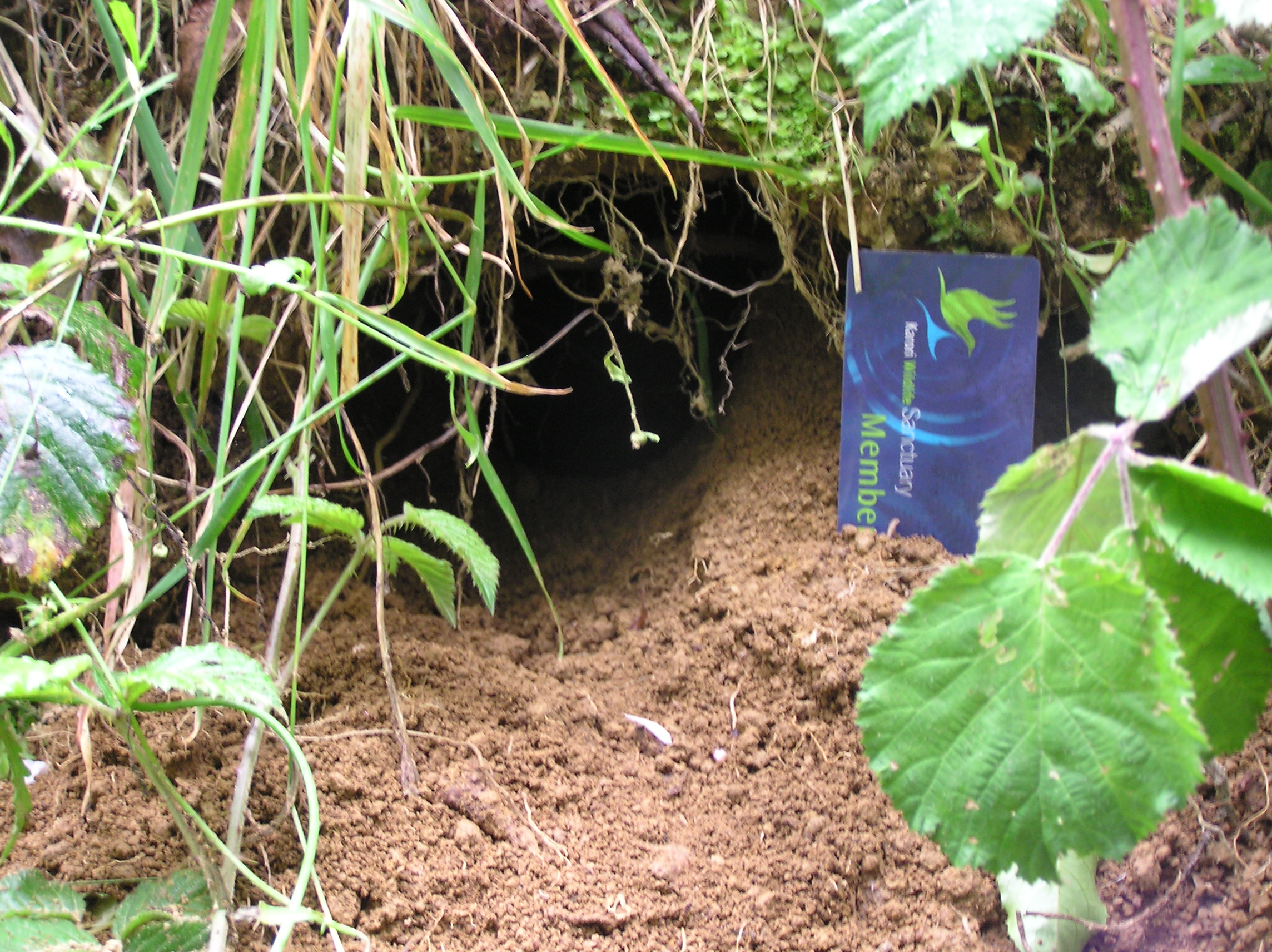
Vstup do nory kiviho owenova v Zealandii

Kiviové jsou silně teritoriální ptáci, kteří dovedou svá území agresivně bránit proti vetřelcům. Nejagresivnější bývají samci v případech, kdy na teritorium usazeného samce pronikne jiný samec. U kiviho Haastova byl zaznamenán případ, kdy kivi zaútočil na jiného kiviho svými silnými drápy takovou silou, že mu rozsápal kůži a způsobil vážná vnitřní zranění, kterým napadený kivi za několik hodin podlehl. Rakouský sběratel trofejí Andreas Reischek byl svědkem souboje dvou kiviů hnědých. O jejich souboji napsal:
| „                  | Boj byl kombinací šavlového souboje a boxerského zápasu. Kiviové se zuřivě napadali zobáky až jim od prsou odlétávalo peří. Stavěli se na jednu nohu a tou druhou ostrými drápy nalétávali na svého soupeře. Ve své zuřivosti škrábali nohou do země a vydávali vrčící zvuky. | “ |
| — Andreas Reischek | |   |

Jakmile si kivi najde teritorium, většinou na něm zůstává celý život. Velikost teritorií se značně liší – např. u kiviho Owenova na ostrově Kapiti byla zaznamenána teritoria o velikosti pouze 1,6 hektaru. Naproti tomu u kiviho hnědého v oblasti Hawke's Bay dosahují teritoria velikosti až 40 ha a teritoria kiviů Haastových mohou dosahovat až 100 hektarů. Co se týče terénu teritorií, kiviové nejsou příliš vybíraví a do svého teritoria zahrnují skalnatý terén, horské potoky i extrémně strmé svahy novozélandských hor. Jejich silné nohy a dlouhé ostré drápy jim dobře slouží při pohybu v takovém prostředí.
Kiviové hnízdí v norách, které si buď sami vyhrabou nebo si najdou existující nory např. v kořenech stromů, v dutinách tlejících spadlých stromů či ve skalních puklinách. Ptáci nemají jednu, ale desítky nor, které každou noc střídají. U kiviho Haastova bylo napočítáno až 100 nor na jedno teritorium. Důvody střídání teritorií nejsou úplně jasné, ale může se jednat o snahu o posílení pozice teritoria. Podobnou funkci utužení teritoria má kiviho trus, který kiviové rozmisťují po celém svém teritoriu. Trus má jemně štiplavý zápach, podobně jako u některých teritoriálních savců. Když jsou kiviové v norách, vchod se často snaží zakrýt větvičkami a trávou, aby v noře uchovali teplo a vlhkost. Kiviové hřadují ve stoje se zobákem zastrčeným pod křídlem.

### Hlasový projev
Kiviové mají nejvýraznější a nejhlasitější hlasový projev ze všech běžců. Jejich volání se může nést až na kilometrovou vzdálenost i v částečně zalesněné krajině. Walter Buller popsal volání kiviů jako „napůl křiklavé a napůl hvízdavé“. K voláním dochází hlavně první dvě hodiny po západu slunce a také kolem východu slunce, avšak lze je slyšet po celou noc. Účel volání je hlavně zvukové vyjádření teritorií, ale jeho prostřednictvím dochází i ke komunikaci mezi samcem a samicí ve stejném páru nebo ho samci používají k přivábení samice na své teritorium.
Zatímco samec vydává vysoce položený stoupavý zvuk, který se v závislosti na druhu kiviho opakuje 10–35× rychle za sebou, samice vydává nízko položený hrdelní zvuk spíše připomínající nářek.
Při vyrušení či jako výraz agrese vydávají nízko položené zvuky připomínající syčení a vrčení a hlasitě při tom klapou zobáky.

### Rozmnožování
Při hledání partnerů u kiviů patrně nedochází k vizuálnímu předvádění peří jako u většiny ostatních ptáků. Důvodem je pravděpodobně kombinace špatného zraku a noční povahy ptáků.

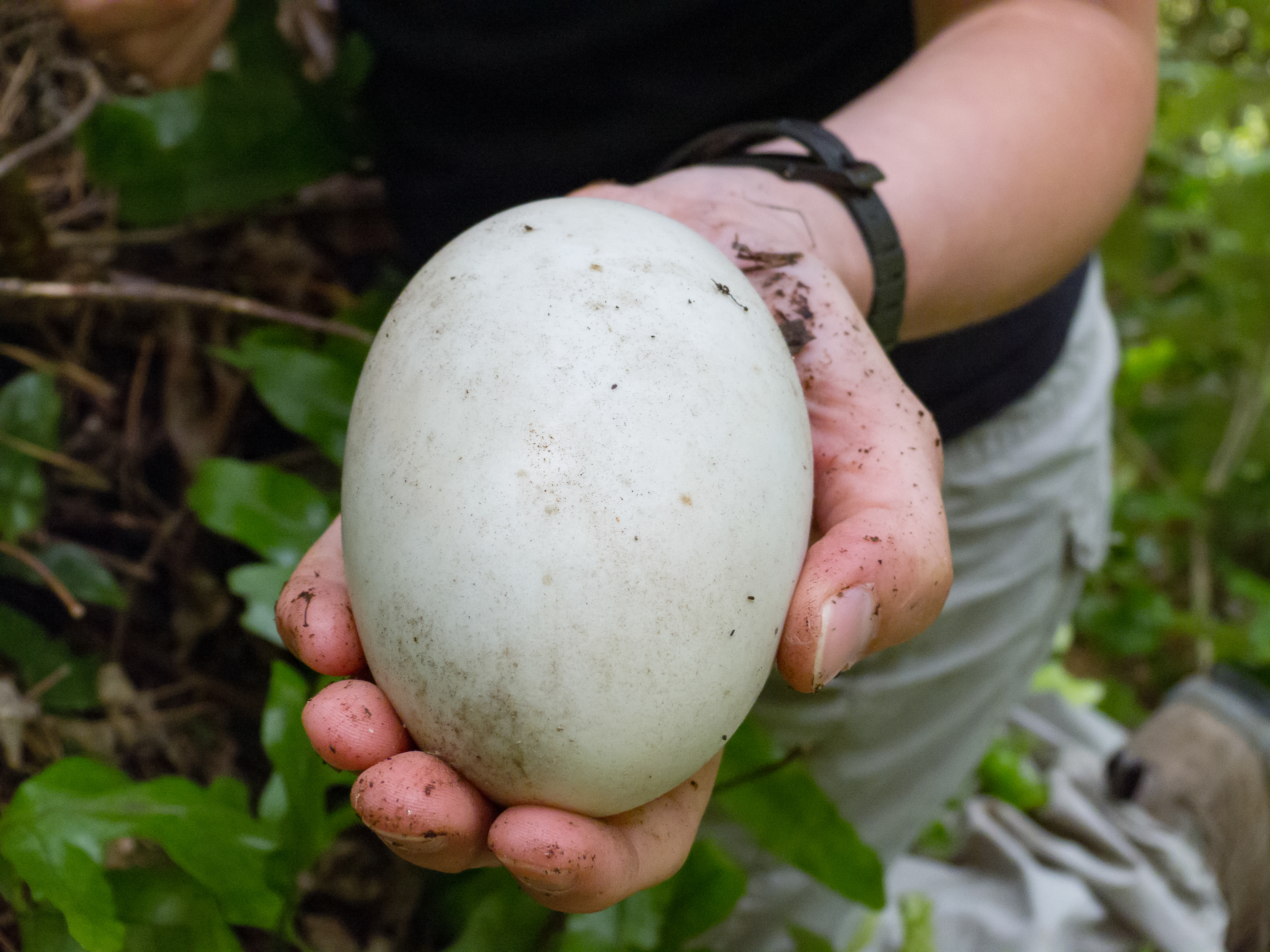
Vejce kiviho Owenova

Kiviové se nejčastěji páří od června do března v době dostatku jídla, pouze kivi hnědý se páří kdykoliv během roku. Jedna z možných předeher probíhá tak, že samec před pářením hladí nebo pleská samici po zádech svým dlouhým zobákem. Pokud je samice svolná k páření, přikrčí se, natáhne krk a svůj zobák namíří směrem k zemi, načež dojde k páření. V roce 2017 bylo pozorováno, jak samec před pářením nejdříve hlasitě volal, čímž přilákal samici. Po jejím příchodu pár kiviů kolem sebe několikrát zakroužil, přičemž se oba jedinci dotýkali zobáky zadní částí svých těl, načež došlo k páření. Někdy pářícími aktu předbíhá skákání a mručení. Kopulace trvá několik minut a ve vrcholném období páření k ní může dojít i více než 3× za noc. Samice začínají s kladením vajec o 2–3 týdny později.
Vejce jsou kladena od května do února. Samice je snáší do nor, která jsou jen nedbale vystlána mechem či trsy trávy. Vejce jsou vzhledem k váze a velikosti samice extrémně velká. Typicky představují kolem 15–20 % váhy samice. Délka vajec bývá kolem 120 mm a jejich průměr 80 mm. Následkem toho většina kiviů snáší pouze 1 vejce za rok. Pouze kivi hnědý snáší většinou dvě vejce v jedné snůšce a pouze u kivi hnědých dochází ke 2–3 snůškám ročně. U ostatních kiviů dochází jen k jedné snůšce. Pokud dojde ke snůšce dalšího vejce, typicky k tomu dochází až po 2–4 týdnech, aby samice měla dostatek času na tvorbu dalšího vejce. Tvorba tak proporčně velkého vejce vyžaduje mobilizování velkého množství energie, který samice získává nadměrným přísunem potravy před pářením. Několik dní před snůškou se samicím zhorší pohybové schopnosti a byly pozorovány samice, jak těsně před kladením tráví velké množství času ve vodě, což je patrně způsobeno snahou odlehčit zbytku těla. Vejce mají pórovitou skořápku a jsou uzpůsobena k minimalizaci bakteriálních infekcí, což je nutná adaptace pro druhy, které zahrabávají na delší dobu inkubace svá vajíčka do země nebo husté vegetace.

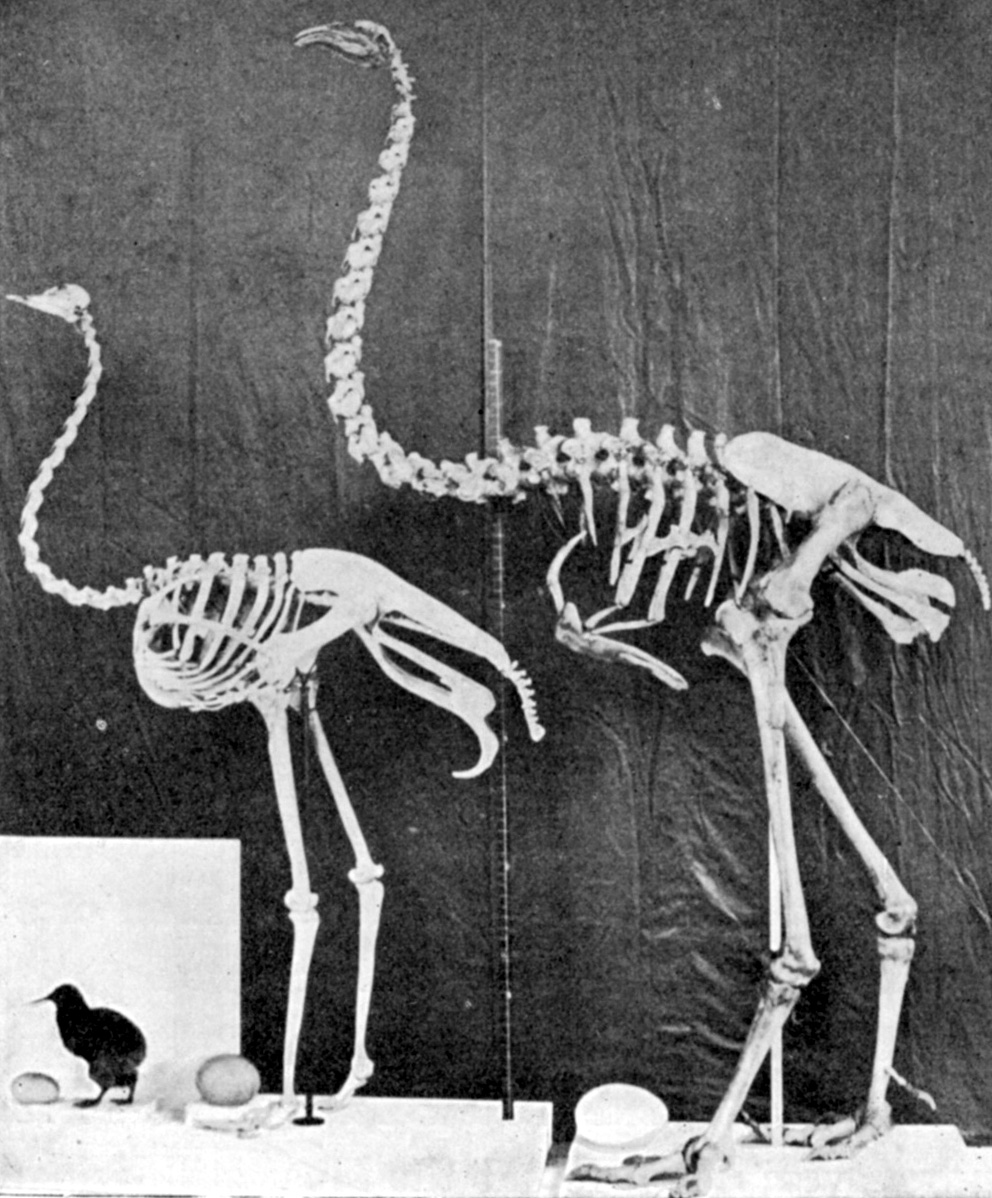
Srovnání koster a velikostí vajec kiviho (vlevo), pštrosa (uprostřed) a moa

Vejce je vedle velikosti neobvyklé i vysokým obsahem žloutku. Zatímco vejce ostatních ptáků mají v průměru kolem 39 % žloutku, vejce kiviů mají 61–65 % žloutku. Žloutek je přitom několikanásobně energetičtější než bílek, což jen zvyšuje energetické nároky, které kladení vejce pro samici přináší. Otázka, proč kivi klade tak velká vejce, zůstává předmětem debat. Je možné, že kivi byl v minulosti mnohem větší, než je teď, a zatímco jeho výška se zmenšovala, velikost vejce zůstala stejná. V případě této domněnky by původní výška kiviho mohla být až 1,5 m.
Inkubace trvá 65–85 dní v závislosti na druhu kiviho, což je vzhledem k ostatním ptákům extrémně dlouhá doba. Patrně je tak dlouhá z důvodu nízké teploty těla kiviů, takže embryo potřebuje delší dobu k vývinu. Inkubuje někdy samec, jindy samice nebo oba partneři a v případě kivi jižního ze Stewartova ostrova pomáhají s inkubací i další rodinní členové. Inkubujícímu jedinci se na hrudi vyvine hnízdní nažina. Mláďata se rodí opeřená s plně vyvinutými zobáky i pařáty. Prvních několik dní zůstávají v hnízdě a krmí se ze žloutku vlastního vejce. Poté se vydávají hledat potravu stejným způsobem jako rodiče. Rodiče tedy mláďata nekrmí. Během několika dalších týdnů mláďata většinou sdílí noru se svými rodiči (či jen jedním z nich) a poté se vydávají hledat vlastní teritorium a časem i partnera. Výjimku opět představují kiviové jižní ze Stewartova ostrova, kteří zůstávají na teritoriu rodičů po několik let.
Pohlavní dospělosti dosahují kiviové kolem 3–5 let, i když v zajetí mohou samci začít s pářením již v 18 měsících. Kiviové se dožívají až 80 let.

### Potrava
Krmí se takřka výhradně bezobratlými živočichy, především červy. Pátrají po nich tak, že v přikrčené pozici kráčí lesem a neustále přitom zapichují do země a tlejících stromů svůj dlouhý zobák. Ten typicky proniká 10–15 cm hluboko. Zobák používají jako jakousi sondu, kterou propichují zem, dokud neucítí pach či vibrace živočicha pomocí nosních dírek na konci zobáku. Jakmile kivi ucítí červa, opatrnými krouživými pohyby kolem něj vyhloubí důlek a vytáhne ho na povrch, aby jej pozřel.
Vedle červů kiviové pojídají prakticky veškeré ostatní bezobratlé živočichy, na které v noci narazí, jako jsou slimáci, stonožky, pavouci, brouci, cikády, mravenci, švábi, mnohonožky či wety. Masožravý jídelníček doplňují ovocem z místních stromů jako jsou Prumnopitys ferruginea, Elaeocarpus dentatus, Dacrycarpus dacrydioides či stromy druhu Coprosma. Kiviové někdy pojídají i semínka trávy či výtrusy kapradí. Pokud se jim naskytne příležitost, občas hodují i na říčních racích a malých žábách.
Kiviové se intenzivně krmí zejména před a během období páření. Samice musí nabrat značné množství váhy, aby zvládla energetický výdej, který kladení abnormálně velkého vejce představuje. Váhu potřebuje nabrat i samec, který během inkubace rovněž přijde o značnou část váhy.

### Čestní savci
Kiviové patří k jedněm z nejneobvyklejších ptáků. Jak bylo popsáno výše, vykazují velké množství charakteristik, které jsou známy spíše u savců než u ptáků. To může souviset s tím, že se na Novém Zélandu miliony let nevyskytovali žádní savci (až na netopýry a mořské savce) a kiviové je zastoupili v jejich ekologické nice. Z důvodu podobnosti kiviů a savců se o kiviích někdy hovoří jako o „čestných savcích“ (honorary mammals).

## Rozšíření a populace
| Rok            | Rozložení celkové populace k roku 2018 |
| -------------- | -------------------------------------- |
| kivi hnědý     | 25 100                                 |
| kivi jižní     | 24 850                                 |
| kivi Haastův   | 14 000                                 |
| kivi okaritský | 600                                    |
| kivi Owenův    | 1900                                   |
| Celkem         | 66450                                  |

Před lidským osídlením byli kiviové hojně rozšíření po obou hlavních ostrovech i Stewartově ostrově. Celkový počet kiviů před příchodem Polynésanů se odhaduje na 12 milionů. K roku 2019 se populace kiviů odhaduje na cca 68 tisíc jedinců. Nechráněné populace zaznamenávají od roku 2008 asi 2% meziroční pokles. Tento úbytek mají na svědomí hlavně introdukovaní predátoři. V oblastech, kde jsou predátoři rozšíření a kde nedochází k jejich kontrole, mají mláďata pouze 6% šanci na přežití. V oblastech s kontrolou predátorů je tato šance až 60 %.
Kiviové se vyskytují zejména v oblastech, které jsou stále pokryty původními lesy, a na menších pobřežních ostrovech bez predátorů, kam byli introdukováni. Rozšíření konkrétních druhů po Novém Zélandu je následující:
- Kivi jižní – Stewartův ostrov, jihozápadní část jižního ostrova (národní park Fiordland) a menší pobřežní ostrovy.
- Kivi Haastův – jihozápadní část Jižního ostrova včetně národních parků Nelson Lakes, Kahurangi, Paparoa a Arthur's Pass.
- Kivi hnědý – rozsáhlé oblasti Severního ostrova jako je Northland, poloostrov Coromandel, národní park Whanganui a chráněná oblast Te Urewera a menší pobřežní ostrovy.
- Kivi okaritský – les Okarito na Západním pobřeží Jižního ostrova a menší ostrov Oruawairua.
- Kivi Owenův – hlavně ostrov Kapiti a menší pobřežní ostrovy.[81]

Za svůj habitat kiviové preferují podokarpové a pabukové lesy s mírným a subtropickým klimatem. S úbytkem původních lesů byli kiviové vytlačeni do větších nadmořských výšek a např. kivi Haastův až do subalpinských oblastí.

## Ohrožení

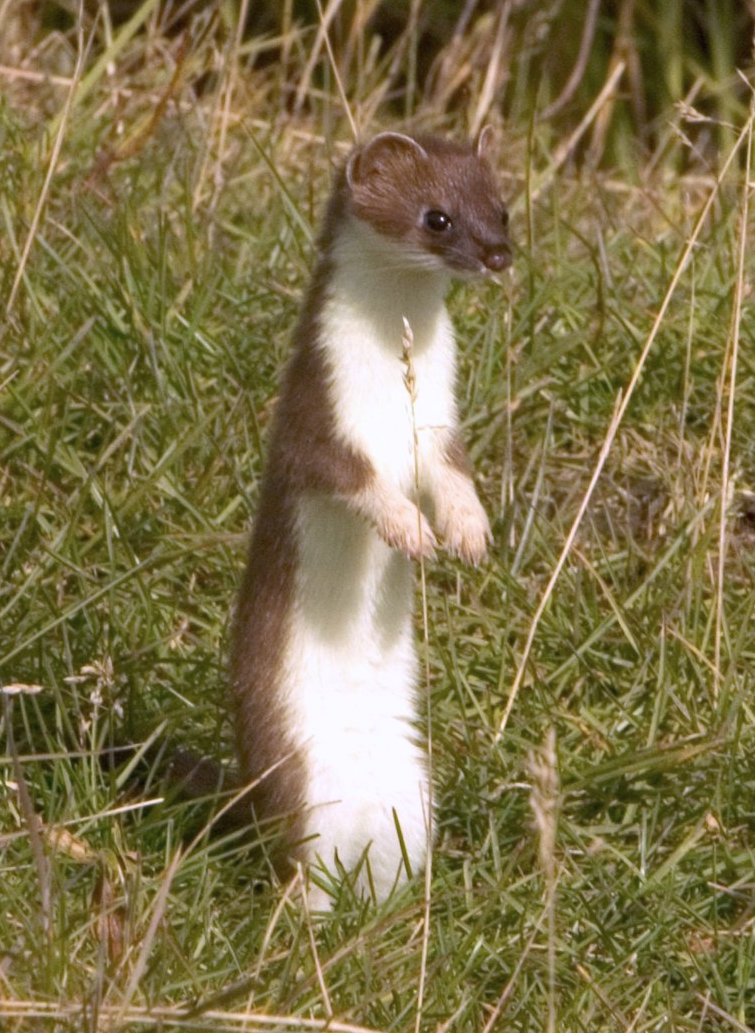
Lasice hranostaj představuje hlavního současného predátora kiviů

Po miliony let představovali pro kivie hlavní hrozbu pouze přirození predátoři jako byl orel Haastův, sovka bělolící či moták Circus eylesi. To se změnilo ve 13. či 14. století, kdy na Nový Zéland připluli Polynésané, kteří s sebou přivezli polynéské psy (kurī) a začali s masivním vypalováním původních pralesů. I když Maorové lovili kivie pouze sporadicky, jejich psi se často potulovali kolem vesnic nebo se zatoulávali hlouběji do buše, kde dokázali usmrtit velké množství kiviů během velmi krátké doby.
Kolonizace Nového Zélandu Evropany v 19. století znamenala pro kivie mnohem větší ránu. Kiviové se stali terčem profesionálních lovců, kteří kivie stopovali s pomocí vycvičených loveckých psů. Kůže kiviů se brzy staly žádanými doplňky muzejních i soukromých sbírek a poptávka hojně rostla i ze strany módního průmyslu, který si žádal jemné peří kiviů. Walter Buller se v jednom ve svých spisů zmínil, že lovec se psem mohl chytit sto a více kiviů za jedinou noc. Další doklad o množství zabitých kiviů poskytuje profesionální lovec William Docherty, který v dopise Thomasu Pottsovi napsal, že zabil kolem 2200 kiviů. Komerční lov byl ukončen v roce 1896, kdy začali být kiviové chránění.
Stejně jako na většině ostatních novozélandských ptáků, i na populaci kiviů se negativně podepsal úbytek původních pralesů. Výjimku snad tvoří kivi Haastův, který se vyskytuje hlavně ve vyšších polohách v severozápadních oblastech Jižního ostrova, kde se stále dochovalo pokrytí původními lesy. Hlavní hrozby, které s sebou přinesl příchod Evropanů a které přetrvaly dodnes, však pro kivie představují introdukovaní hranostajové a psi.
Hranostajové představují nebezpečí hlavně pro mláďata a samice na vejcích. Nejagresivnější jsou v září a říjnu během období páření. Během této doby jsou mláďata kiviů ještě malá na to, aby se ubránila útokům hranostajů. Pouze starší jedinci s váhou kolem 1 kg se jim dokáží ubránit (této váhy kiviové dosahují kolem stáří 6 měsíců). Hranostajové představují problém zejména během žírných let, kdy se na stromech původních pabuků urodí násobně větší množství semen. Hojnost potravy znamená náhlý nárůst populace hranostajů, která může dosáhnout hustoty až 10 jedinců na čtvereční kilometr. Populace kiviů se přitom dokáže vypořádat s jedním, maximálně dvěma hranostaji na čtvereční kilometr. V případě většího počtu dojde u kiviů k populačnímu poklesu. Pro kivie Owenovy, kteří představují nejmenší druh mezi kiviemi, jsou hranostajové hrozbou i během dospělosti.
Pro dospělé kivie představují největší nebezpečí psi – a to i v případě, že mají náhubek. Psi totiž často ve snaze o hru přitlačí na kiviho křehkou hruď a jelikož kivimu chybí bederní kost, mohou jeho prsa snadno promáčknout a kiviho usmrtit. Není však výjimkou, pokud psi cíleně loví a zahryzávají kivie. Nejhorší zaznamenaný případ se stal v roce 1987 v lese Waitangi v Bay of Islands, kdy jediný pes zahryzl pět set kiviů. V Northlandu jsou psi hlavní příčinou každoročního úbytku populace kiviů hnědých. Ti se tam dožívají průměrného věku pouze 14 let, přičemž v oblastech bez predátorů by se mohli dožít i 60 let a více.

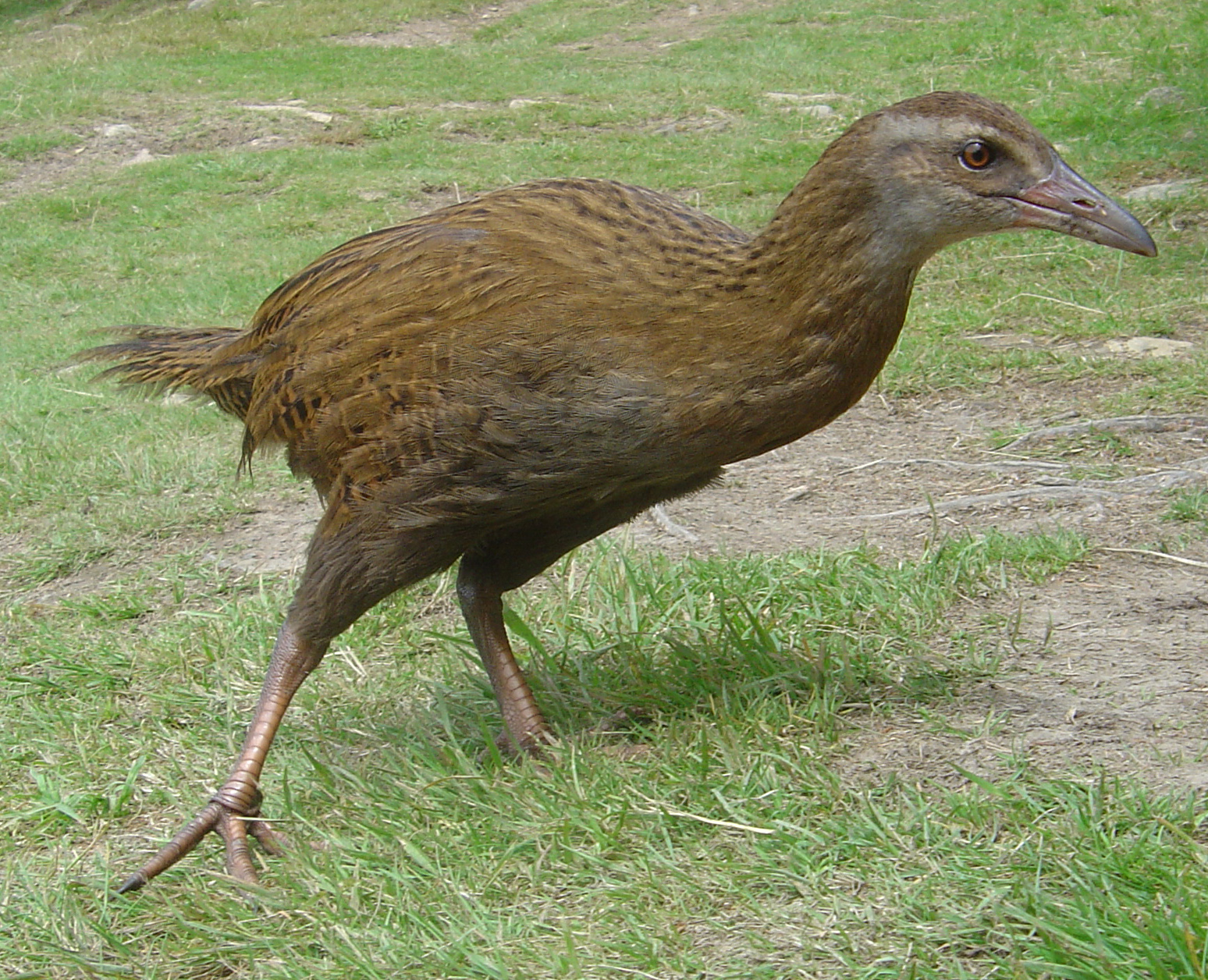
Chřástal weka představuje přirozeného predátora kiviů

Další hrozbu pro kivie představují fretky a kočky, a to z podobného důvodu jako hranostajové. Divoká prasata při rozhrabávání v zemi někdy nechtěně rozhrabou i kiviho noru s vejcem. Jediným přirozeným predátorem, který se dochoval do dnešních dnů, je chřástal weka, který občas pojídá vejce kiviů. Občas jsou kiviové usmrceni i následkem srážky s autem nebo v pastích na kusu liščí.
Kusu liščí, potkani ani krysy nepředstavují pro kivie významné predátory. Při laboratorním pokusu bylo prokázáno, že ani vyhladovělý potkan se nedokáže prokousat skrz silnou skořápku kiviho vejce.
Další ohrožení kiviů představuje globální změna klimatu. Na ostrovech Tiritiri Matangi a Red Mercury byl v 10. letech 21. století zaznamenán pokles populace kiviů Owenových až o 20 %. Tento pokles je dáván do souvislosti se suchem v roce 2013, kdy první dva měsíce napadlo méně než 10 % srážek 30letého průměru a řada kiviů zemřela na následky dehydratace. Hlavní zdroj jídla i vody si kiviové berou z bezobratlých živočichů, kteří v období sucha zalézají hlouběji do země, kam kiviové neumí proniknout. Ohrožení suchem jsou zvláště jedinci s kratšími zobáky.
Pro některé kivie (zejména kivie Owenovy) představuje problém i nízká genetická diverzita.

## Ochrana

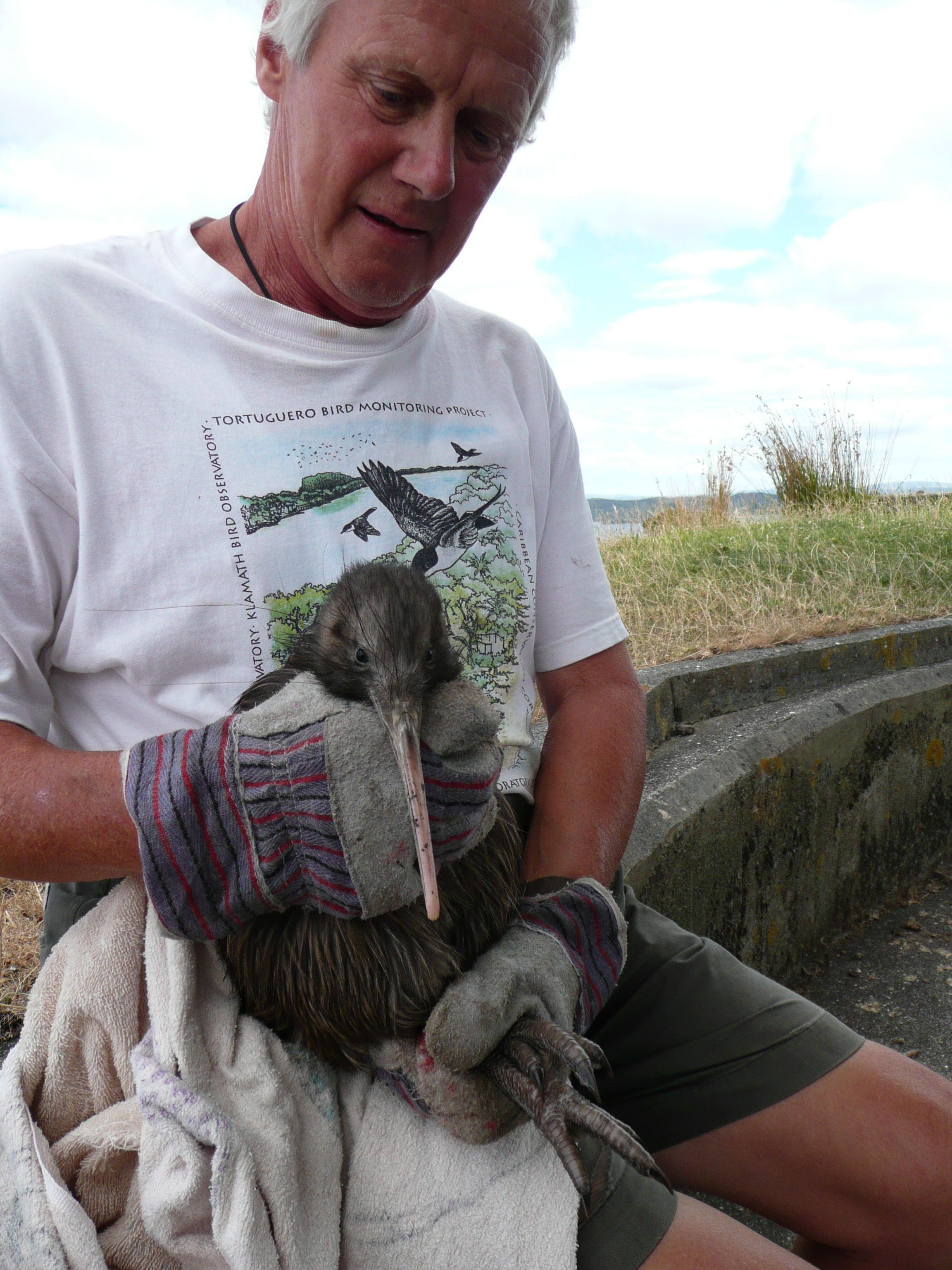
Ochránce přírody držící kiviho hnědého na ostrově Motuora

Až do přelomu 80. a 90. let 20. století se mělo za to, že populace kiviů je stabilní a nepotřebuje zvláštní management. Terénní výzkum počátkem 90. let však ukázal, že populace kiviů se poměrně rapidně zmenšuje. Ministerstvo památkové péče proto začalo připravovat opatření, jak tento trend zvrátit.
První dlouhodobé plány měly za cíl především zmapovat populace kiviů, odhalit příčiny jejich úbytku a identifikovat aktuální hrozby. Po roce 2000 pak byla spuštěna další fáze, kdy byly získané poznatky zúročeny v programech s cílem navýšit populaci a genetickou diverzitu všech druhů kiviů. Mezi opatření spuštěná v této fázi patří například celoplošné hubení škůdců pomocí pesticidů, reintrodukce kiviů na vhodná chráněná místa a hnízdní program Nest Egg (viz níže). Nejnovější plán pro období let 2018–2028 má za hlavní cíl zvrátit 2% populační pokles, který je u kiviů nespadajících pod aktivní ochranu dlouhodobě zaznamenáván, a obrátit ho v 2% nárůst a dosáhnout tak populace 100 tisíc kiviů k roku 2030. Každá populace kiviů je unikátní, a tak prostředky na podpoření celkové populace kiviů se liší v závislosti na taxonu (někteří kiviové byli rozděleni do evolučně významných jednotek, např. kivi jižní hned do čtyřech).
Jedním z nejúčinnějších a také cenově nejvýhodnějších způsobů ochrany kiviů je plošná kontrola predátorů pomocí pesticidu 1080. Ten je shazován z vrtulníků v podobě granulí. Dalším způsobem kontroly predátorů je umisťování mechanických pastí v terénu (návnady bývají např. vejce nebo majonéza). To je však časově velmi náročné a tak zatím cenově a časově nejúčinnější formou kontroly predátorů zůstává shazování pesticidu 1080. Nové technologie to však mohou změnit.
Častým nástrojem novozélandských ochranářů z Ministerstva památkové péče na ochranu druhů je jejich introdukce či reintrodukce do míst, kde v minulosti vyhynuly. U kiviů tak došlo již k několika desítkám přemístění s cílem založení nových populací, z nichž byla úspěšná necelá polovina. Jediným kiviem, který se vyskytuje pouze na pevnině, je kivi Haastův.
Co se týče nebezpečí pocházejícího od psů, Ministerstvo památkové péče pořádá kurzy pro majitele psů, během kterých jsou psi cvičeni na zvládání agrese vůči kiviům.
Udržení současné genetické diverzity u kiviů je možné pomocí výzkumu, upravenému managementu ochrany a dbání na dostatečném množství „zakladatelů“ u nových populací při přemisťovacích projektech.
Pro některé druhy kiviů (kivi hnědý, kivi jižní) je klíčovým způsobem podpory populace program Nest Egg. Princip programu spočívá v odebrání vajec kiviů z divoké přírody a jejich inkubace v chovných zařízeních, kterých je na obou hlavních ostrovech několik. Mláďata jsou po vylíhnutí přemístěna do oblastí bez predátorů (oplocené rezervace, pobřežní ostrůvky bez predátorů), dokud nedosáhnou váhy kolem 1200 g. V této velikosti se dokáží ubránit útokům dospělých hranostajů a jsou tedy přemístěna zpět do divoké přírody.

## Chov

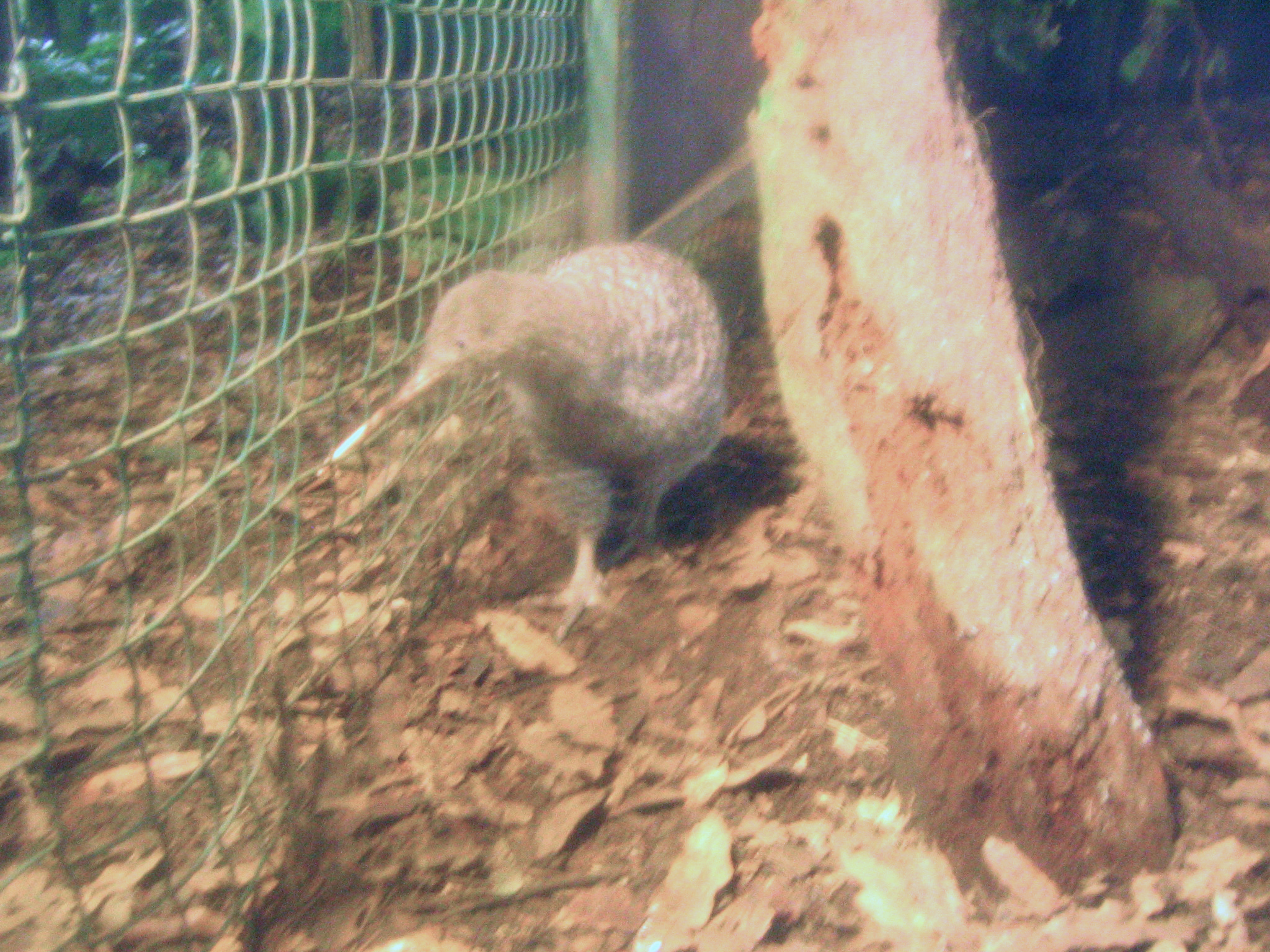
Kivi Owenův ve voliéře v zoologické zahradě Otorohanga

Kiviové se nachází v četných chovných zařízeních na Novém Zélandu i mimo něj. Zájem zahraničních institucí o chov kiviů podnítila zejména první umělá inkubace kiviho v roce 1977 a zavedení nočních expozičních zařízení, ve kterých mají kiviové převrácený denní režim, což umožňuje návštěvníkům pozorovat kivie během dne. Kiviové jsou drženi ve dne ve tmě a v noci za umělého, avšak velmi jemného osvětlení, protože s narůstajícím osvětlením voliér klesá množství času, který tam kiviové tráví, a po čase raději zalezou zpět do svých temných nor. K prvnímu narození kiviho v chovném zařízení došlo v roce 1945 v novozélandském Hawke’s Bay. Mimo Nový Zéland se první mládě narodilo v roce 1975 ve Smithsonovské národní zoologické zahradě ve Washingtonu ve Spojených státech amerických.
V zajetí jsou viděni takřka vždy pouze kiviové hnědí. Důvodů, proč se veškeré aktivity kolem odchovu kiviů v zajetí soustřeďují na kivie hnědé, je několik:
- Kiviové hnědí patří k nejohroženějším populacím z řádu kiviů.
- Drtivá většina kiviů v zajetí jsou kiviové hnědí, což otevírá dveře pro jejich výměnu a přemisťování mezi jednotlivými chovnými zařízeními.
- Kiviové hnědí disponují největší genetickou diverzitou ze všech druhů kiviů chovaných v zajetí.
- V případě potřeby doplnění chovné populace jsou vejce kiviů hnědých nejsnadněji dostupná (zejména přes program „Nest Egg“).
- Pokud dojde k opětovnému vypuštění kiviů odchovaných v zajetí zpět do volné přírody, populace kiviů hnědých nejvíce profitují z nových přírůstků.[112]

V zoologických zahradách mimo území Nového Zélandu se nacházejí pouze kiviové hnědí. Jedná se především o zoo ve Spojených státech amerických a v Evropě. V České republice se kiviové chovají pouze v Zoo Zlín (od roku 2017) a Zoo Plzeň, z okolních zemí je lze spatřit v Německu, například v berlínské nebo frankfurtské zoo. Ostatní druhy kiviů se nachází pouze v několika chovných místech na Novém Zélandu. Např. kiviho Haastova lze spatřit v rezervaci Willowbank v Christchurchi. Tito kiviové typicky nemohou být z různých důvodů vypuštěni zpět do volné přírody (např. kvůli zraněním), a tak zůstávají v zajetí.

## Vztah klidem

### Maorská kultura

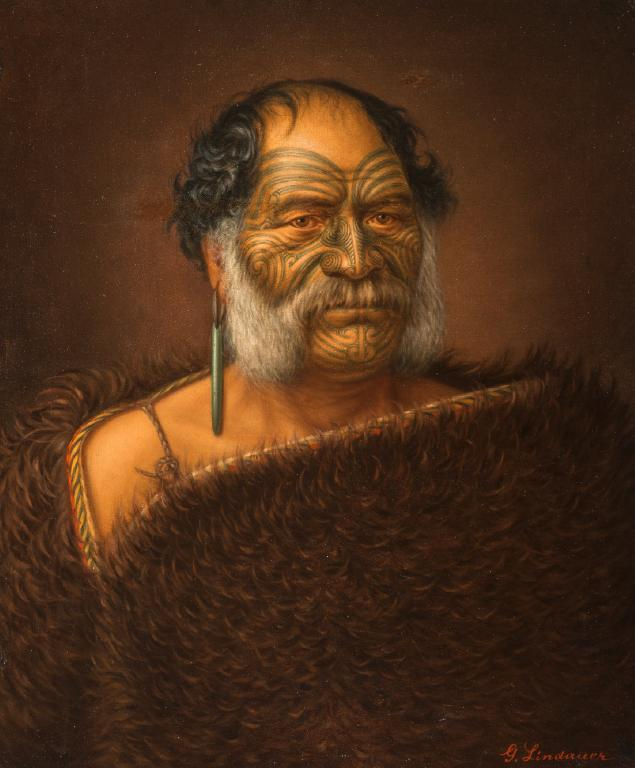
Maorský vůdce Hōri Kīngi Te Ānaua v kahukiwi, ceněném plášti vyrobeném z peří kiviů (malba Gottfrieda Lindauera)

Maorové považovali kivie za taongu, čili něco jako „posvátný klenot“, k němuž chovali silné sociální, historické a emoční pouto. Pro svou noční a plachou povahu byli kiviové u některých maorských kmenů považováni za nejstarší potomky boha lesa a ptáků Tāne. Kiviové byli označováni za „skryté ptáky boha Tāne“ (te manu huna a Tāne). Postupem času nabylo toto slovní spojení povahy pořekadla a označovali se jím neočekávaní příchozí.
Podle mytického vyprávění bůh Tāne jednou svolal slípku modrou, tuiho zpěvného, kukačku nádhernou a kiviho, aby pomohli vyléčit Tāneho děti – stromy, které byly pojídány brouky a byly proto nemocné. Bůh Tāne přítomné ptáky požádal, aby sestoupili z korun stromů na zem a pomohli stromy vyléčit. Tui odmítl, protože se bál tmy novozélandské buše. Slípka odmítla z důvodů vlhka, které na studené zemi převládá. Kukačka také nechtěla Tānemu pomoci, protože stavěla hnízdo a neměla čas. Jen kivi souhlasil, a to i přesto, že cenou za sestoupení z korun stromů byla ztráta barevného peří, křídel a nemožnost vrátit se do prosluněných korun stromů. Od těch dob tui musí nosit chomáč bílého peří pod svým krkem na památku své zbabělosti, slípka byla odsouzena navěky žít s mokrýma nohama v novozélandských bažinách a kukačce již nikdy nebylo dovoleno postavit další hnízdo a od té doby musí svá vejce klást do hnízd jiných ptáků. Kivi se na památku své odvahy stal nejznámějším a nejmilovanějším ptákem ze všech.
Posvátnost kiviů však Maorům nebránila v tom, aby je lovili, nicméně tento lov byl značně omezen a lov kiviů Maory nepředstavoval pro celkovou populaci kiviů významnou hrozbu. Hlavní lovnou kořistí Maorů totiž v prvních stoletích od jejich příchodu na novozélandský kontinent představovali mnohem větší ptáci moa. Maorové používali pro lov kiviů psy, kteří měli většinou nasazeny náhubky, aby kiviům neublížili a kiviové mohli být rituálně poraženi později. Maso kiviů bylo v některých tradicích vyhrazeno pouze náčelníkům kmene. Kivie buď opekli na ohni, naložili do tuku nebo je upekli společně s dalšími pokrmy v podzemní peci zvané hangī. Podle Charlese Douglase, jednoho z mála Evropanů který kdy ochutnal kivie, bylo jejich maso tuhé a dalo by se přirovnat ke „kusu vepřového uvařeného ve staré rakvi“. Další zprávy o chuti masa kiviů jej přirovnávají k rybě, hovězímu nebo divočákovi.
Maorové vysoce cenili jemné peří kiviů, které používali k výrobě plášťů zvaných kahukiwi či kakuhu. Jeden plášť mohl zahrnovat až 10 tisíc peříček. Pokud měli Maorové nedostatek kiviho peří, utkali plášť z peří jiných ptáků a peří kiviů použili pouze na zdobné okraje pláště. Podle analýzy 849 vzorků peří ze 109 kahukiwi patřilo 99 % peří kivimu hnědému a pouze 2 vzorky peří (méně než 1 %) byly od kiviho Owenova. Pláště byly většinou vyráběny sešitím vysušených kůži kiviů dohromady a typicky byly vyhrazeny pouze pro kmenové náčelníky. Několik vybraných Maorů praktikuje šití kahukiwi dodnes. Peří je získáváno výhradně z nalezených mrtvých ptáků. Maorové někdy využívali i stehenní kosti kiviů, ze kterých dělali nosní flétny (koauau).
O znalostech, které Maorové měli o kiviích, se toho jinak moc neví.

### Symbol Nového Zélandu

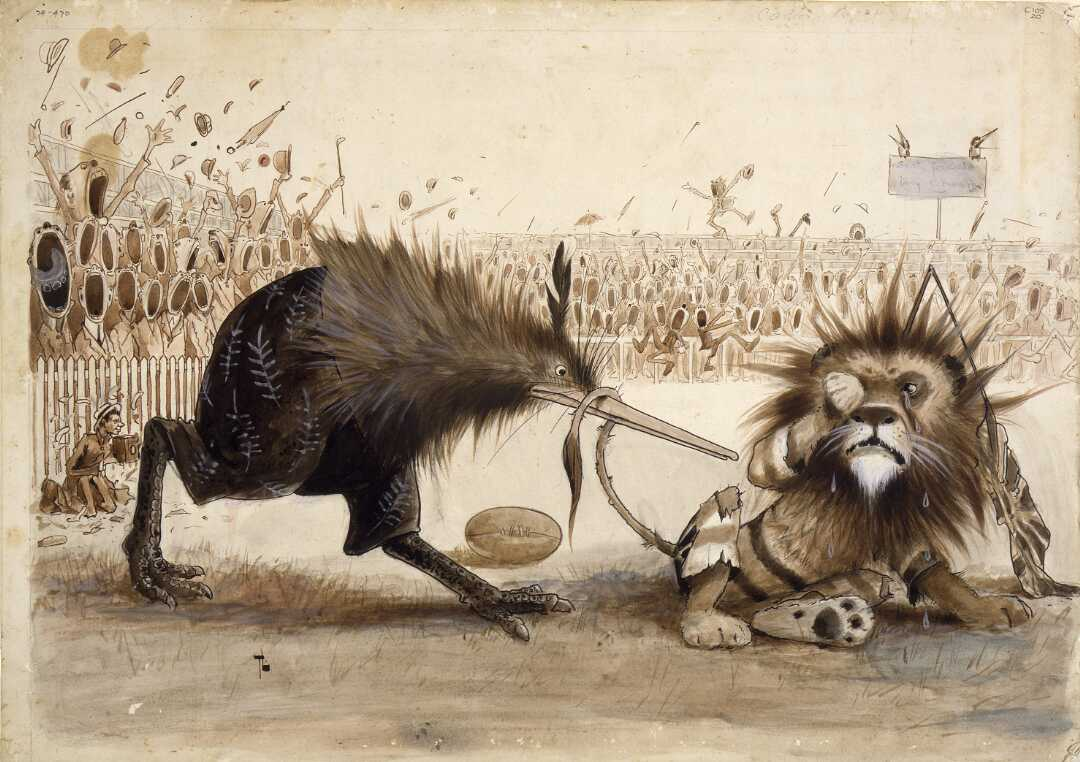
Karikatura alegoricky zobrazující jak Nový Zéland porazil Anglii v rugby (1908, Trevor Lloyd)

V průběhu 19. století se na Nový Zéland přemístilo velké množství kolonistů evropského původu. Hlavně v první polovině 19. století ještě většina osadníků považovala za svou domovinu Velkou Británii – avšak s tím, jak prudce rostl počet obyvatel evropského původu, kteří se narodili na Novém Zélandu, začali Novozélanďané hledat symbol, který by vyjadřoval jejich potřeby národní identity. Koncem 19. století se tímto symbolem na chvíli stal moa, avšak roli národního symbolu brzo převzali kiviové.
Na přelomu 19. a 20. století se kiviové běžně objevovali na poštovních známkách, komerčních produktech i bankovkách. Během sportovních událostí byli kiviové často vyobrazováni jak zápasí s klokany reprezentujícími Austrálii či lvy zastupujícími Velkou Británii. Během první světové války se jako kiviové (kiwis) začali označovat novozélandští vojáci, což se opakovalo i během druhé světové války. Od 20. let 20. století se termín kiviové rozšířil na veškeré Novozélanďany. Podle Geoffa Normana hrál důležitou roli v úspěchu kiviho coby národního symbolu Nového Zélandu i specifický tvar kiviho, který je snadno a bez problémů ihned rozpoznán i v případě jednoduché kresby.
Po kiviích je pojmenována řada služeb jako je banka (KiwiBank) či penzijní schéma (KiwiSaver). Kiviho podobizna se nachází na logách novozélandských vzdušných sil, novozélandské rugbyové ligy i novozélandského národního rugbyového týmu. Kivi je vyobrazen na jednodolarové minci novozélandského dolaru a jako kivi/kiwi se občas označuje i novozélandský dolar jako měna. Řada měst jako Auckland nebo Christchurch má kivie ve svém znaku.